# 3266 Бернардус
3266 Бернардус (3266 Bernardus) — астероїд головного поясу, відкритий 11 серпня 1978 року.
Тіссеранів параметр щодо Юпітера — 3,805.